# IC 5175
IC 5175 је спирална галаксија у сазвјежђу Ждрал која се налази на листи објеката дубоког неба у Индекс каталогу.
Деклинација објекта је - 38° 7' 38" а ректасцензија 22h 12m 48,2s. Привидна величина (магнитуда) објекта IC 5175 износи 14,2 а фотографска магнитуда 15,0. IC 5175 је још познат и под ознакама ESO 344-14, MCG -6-48-29, AM 2209-382, PGC 68296.